# Rhopaloblaste singaporensis
Rhopaloblaste singaporensis là loài thực vật có hoa thuộc họ Arecaceae. Loài này được (Becc.) Hook.f. miêu tả khoa học đầu tiên năm 1883.